# San Andrés Cacaloapan
San Andrés Cacaloapan är en ort i Mexiko.   Den ligger i kommunen Tepanco de López och delstaten Puebla, i den sydöstra delen av landet, 190 km sydost om huvudstaden Mexico City. San Andrés Cacaloapan ligger 1 890 meter över havet och antalet invånare är 3 263.
Terrängen runt San Andrés Cacaloapan är varierad. Runt San Andrés Cacaloapan är det glesbefolkat, med 19 invånare per kvadratkilometer. Närmaste större samhälle är Santiago Miahuatlán, 16,1 km öster om San Andrés Cacaloapan. Omgivningarna runt San Andrés Cacaloapan är en mosaik av jordbruksmark och naturlig växtlighet.